# Anomala pudica
Anomala pudica är en skalbaggsart som beskrevs av Benderitter 1923. Anomala pudica ingår i släktet Anomala och familjen Rutelidae. Inga underarter finns listade i Catalogue of Life.